# Ацидалийская равнина
Ацидалийская равнина (лат. Acidalia Planitia) — обширная тёмная равнина на Марсе. Размер — около 3 тысяч км, координаты центра — 50° с. ш. 339° в. д. / 50° с. ш. 339° в. д.. Расположена между вулканическим регионом Тарсис и Землёй Аравия, к северо-востоку от долин Маринера. На севере переходит в Великую Северную равнину, на юге — в равнину Хриса; на восточном краю равнины находится регион Кидония. Диаметр около 3000 км.

## Название
Ацидалийская равнина примерно совпадает с самой заметной тёмной деталью альбедо в северном полушарии Марса. В конце XIX века Джованни Скиапарелли назвал её Ацидалийским морем (лат. Mare Acidalium) в честь Ацидалийского (Акидалийского) источника из древнегреческих мифов, в котором купались Афродита и хариты. В 1958 году это название для детали альбедо было утверждено Международным астрономическим союзом. Позже съёмка с космических аппаратов выявила равнинный характер этой области, и в 1973 году МАС утвердил для соответствующей детали рельефа название Acidalia Planitia — «Ацидалийская равнина».

## Геология

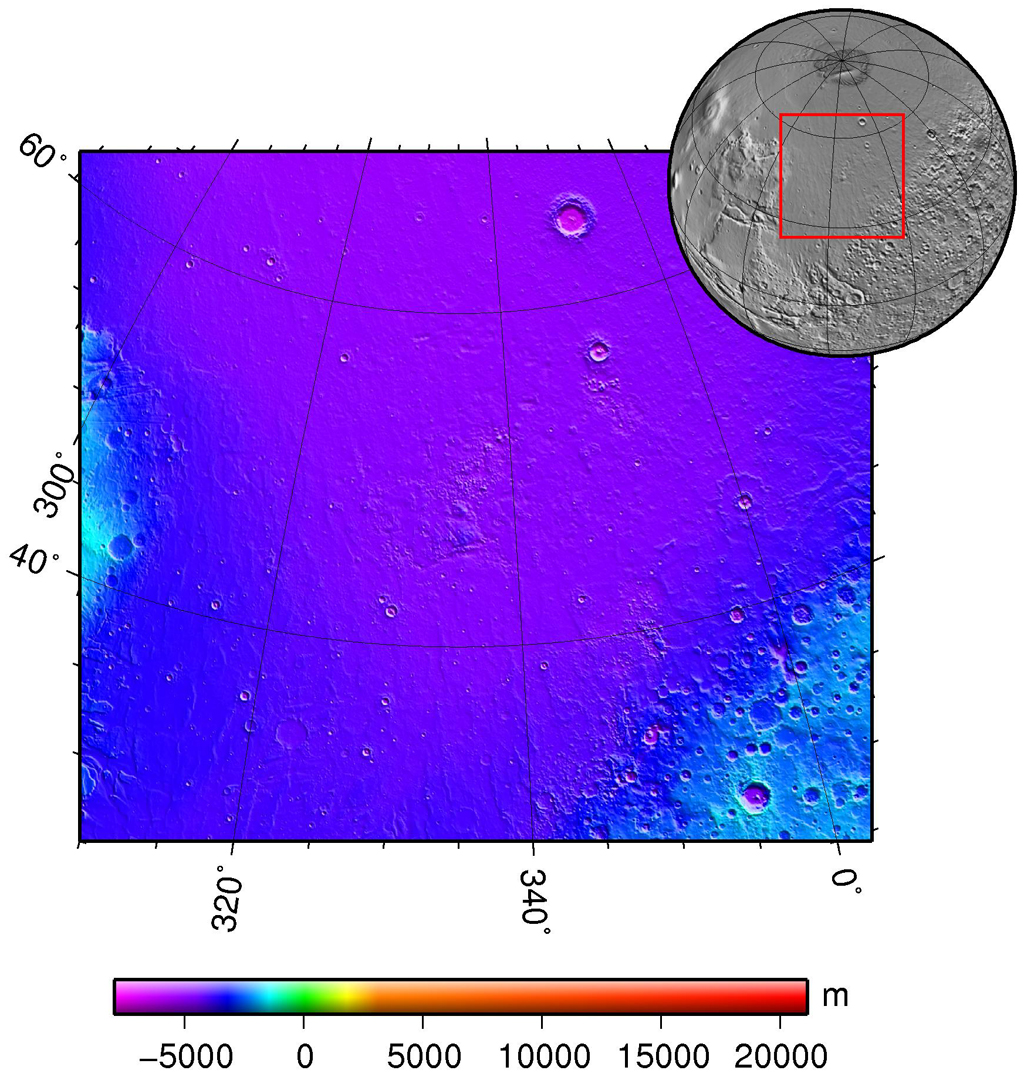
Карта высот Ацидалийской равнины

Равнина лежит на 4—5 км ниже марсианского уровня отсчёта высот. В геологическом прошлом она принимала воды из близлежащих водотоков, таких как долина Арес. Геологические особенности несут отпечаток вулканической активности. Считается, что основу грунтов равнины составляет чёрный песок, возникший в результате эрозии тёмных базальтов. Отмечается преобладание своеобразных кратеров с чётким лопастевидным краем ореола выбросов (англ. rampart crater), что указывает на наличие под поверхностью льда.

## Объекты на равнине
Внимание к Ацидалийской равнине связано с объектами, наиболее известными из которых являются «лицо», «сфинкс» и «пирамиды», находящиеся в Кидонии. Искатели марсианской жизни считают их «артефактами» марсианских цивилизаций. Однако фотографии более высокого разрешения показывают, что эти объекты имеют естественную природу. На равнине есть и другие необычные детали поверхности, например, «трубы», видимые в правой центральной части этого снимка, сделанного космическим аппаратом Марс Глобал Сервейор. На деле имеет место оптическая иллюзия: труба является каньоном с крутыми стенами, на одну из сторон которого падает солнечный свет.

## В литературе
В фантастическом романе Энди Вейер «Марсианин» и его экранизации, это место посадки миссии «Арес-3», где главный герой остается из-за сильной песчаной бури.